# Nube del Lupo
La Nube del Lupo è un complesso sistema di nebulose oscure, in apparenza distinte ma fisicamente connesse fra di loro, visibili in direzione della costellazione del Lupo.
Si tratta di una regione molto studiata in quanto rappresenta una delle regioni nebulose più vicine in assoluto al sistema solare, in cui hanno luogo importanti fenomeni di formazione stellare generanti stelle di piccola massa; gran parte di queste stelle costituisce una popolazione numerosa di stelle T Tauri che si estende su tutti i filamenti nebulosi della regione, in particolare sulle componenti più settentrionali. Fra queste vi sono alcune stelle particolarmente note e studiate, come EX Lupi, prototipo dell'omonima classe di stelle variabili.
Secondo i modelli dinamici della regione, la formazione stellare sarebbe stata favorita dall'espansione di una grande bolla di vento stellare generata dalle stelle più massicce dell'associazione Scorpius OB2, la parte più settentrionale dell'associazione Scorpius-Centaurus; la sua posizione fisica, intermedia fra Scorpius OB2 e la regione centrale di questa grande associazione, confermerebbe questa teoria.

## Osservazione

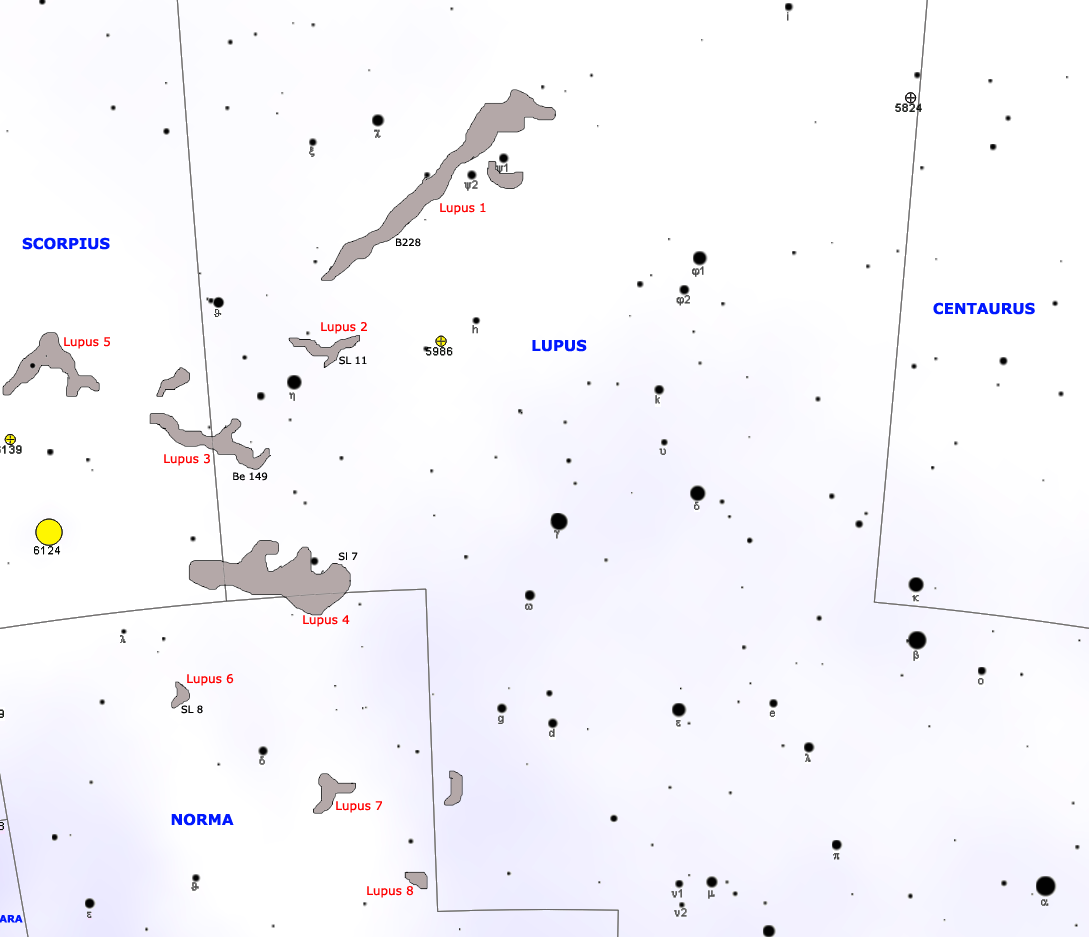
Mappa della Nube del Lupo.

La Nube del Lupo si osserva come una serie di filamenti oscuri più o meno lunghi e densi visibili nelle regioni settentrionali e centrali della costellazione del Lupo; essendo nubi quasi esclusivamente non illuminate, esse non sono osservabili direttamente né con un binocolo né con un telescopio amatoriale. La loro presenza può essere rilevata nelle foto a lunga esposizione o composite grazie al fatto che queste nubi mascherano i campi stellari retrostanti. Il filamento più lungo è anche il più settentrionale, e si individua fra le stelle ξ Lupi e ψ1 Lupi, più in prossimità di quest'ultima; in questa regione una parte del gas diventa visibile in quanto appare direttamente illuminato dalle stelle azzurre situate nelle vicinanze. Gli altri filamenti si estendono a sud e a sudest di questo, fino a sconfinare nelle adiacenti costellazioni dello Scorpione e del Regolo.
Poiché la costellazione del Lupo ha una declinazione media piuttosto meridionale, la sua osservazione risulta notevolmente penalizzata dalle regioni situate nell'emisfero boreale, e in particolare da quelle a nord del 50º parallelo nord; dall'emisfero australe la costellazione del Lupo è invece visibile per la gran parte delle notti dell'anno e si presenta anche molto alta sull'orizzonte. Il periodo ideale per la sua osservazione nel cielo serale è compreso fra i mesi di maggio e settembre.

## Legami con l'Associazione Scorpius-Centaurus

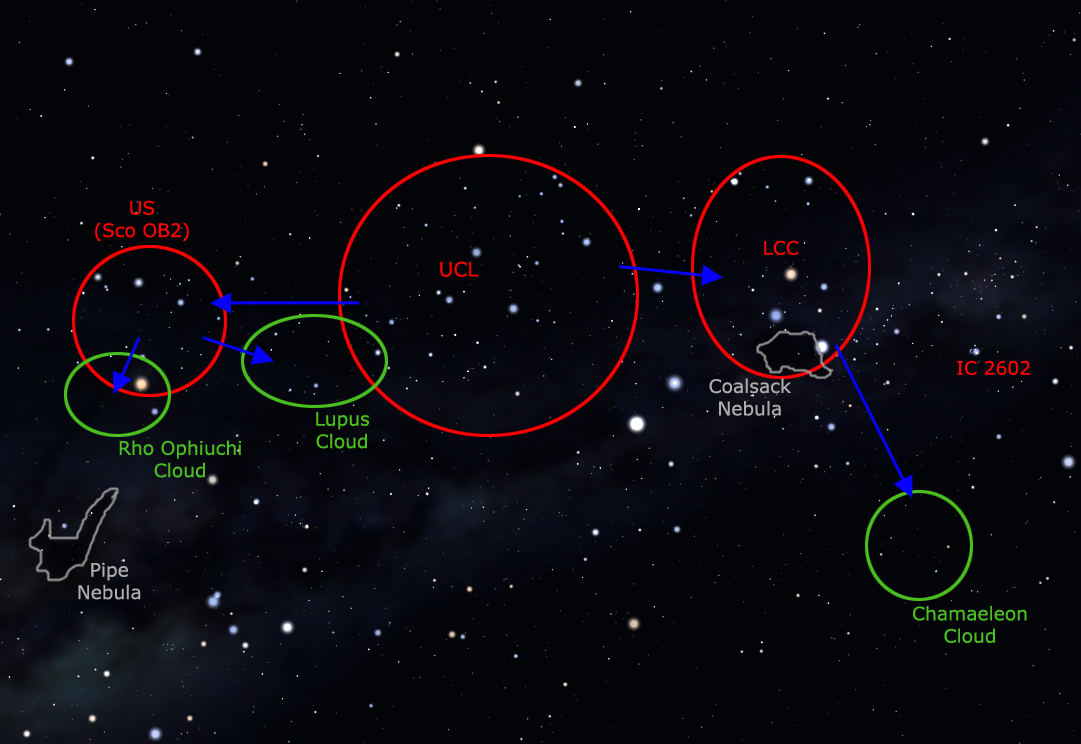
Dinamiche dei possibili processi di formazione stellare che hanno portato alla nascita dell'associazione Scorpius-Centaurus. In rosso le aree in cui la formazione stellare si è esaurita, in verde quelle in cui è ancora attiva e in grigio le nubi inattive.

La Nube del Lupo giace fisicamente nei pressi della grande associazione Scorpius-Centaurus, l'associazione OB più vicina in assoluto al sistema solare, ben osservabile anche a occhio nudo in quanto è composta da tutte le stelle blu che costituiscono le costellazioni del Lupo, del Centauro e della Croce del Sud; la Nube del Lupo viene a collocarsi in una posizione di interruzione fra due dei sottogruppi principali dell'associazione, quello denominato "Scorpione superiore" (US), che comprende la cosiddetta associazione di Antares (Scorpius OB2), e quello "Centauro superiore-Lupo" (UCL), che costituisce la sezione centrale dell'associazione. L'età di questi due sottogruppi è rispettivamente di 5-6 milioni di anni e 14 milioni di anni. La conoscenza delle dinamiche che hanno condotto alla formazione e all'evoluzione di questa grande associazione riveste un ruolo chiave nel capire l'origine della Nube del Lupo.
Secondo alcuni modelli molto semplificati, i processi di formazione stellare che hanno portato alla nascita dell'associazione Scorpius-Centaurus avrebbero avuto luogo inizialmente nella parte settentrionale del gruppo Centauro superiore-Lupo, circa 17 milioni di anni fa, e si sarebbero poi estesi in direzione sud, al gruppo Centauro inferiore-Croce, raggiungendo il culmine circa 12 milioni di anni fa; le nuove stelle sarebbero state concentrate inizialmente in piccoli ammassi e filamenti circondati da gas, contenenti decine o centinaia di stelle. Il gas residuo della nube molecolare progenitrice sarebbe stato successivamente spazzato via dall'azione combinata del vento stellare e dall'eventuale esplosione di alcune supernovae. Circa 6 milioni di anni fa questi processi generativi si sono estesi alle nubi poste a sud dell'equatore galattico, in particolare nella regione della Nube del Camaleonte.
A partire da 12 milioni di anni fa, la bolla causata dal vento stellare delle giovani stelle del gruppo Centauro superiore-Lupo ha iniziato la sua espansione, forse accelerata ulteriormente dall'esplosione di qualche supernova in un secondo momento; queste supernovae furono il frutto della veloce evoluzione delle componenti più massicce del gruppo stellare appena formato. Circa 5 milioni di anni fa la grande pressione generata dal fronte di espansione della bolla ha compresso la nube molecolare situata in corrispondenza dell'attuale gruppo di stelle che formano la testa dello Scorpione, generando la parte più giovane dell'associazione, il gruppo Scorpione superiore o Scorpius OB2.
L'ondata di formazione stellare che ha interessato la nube dello Scorpione settentrionale ha generato in totale circa 2 500 stelle, fra le quali alcune particolarmente massicce, delle supergiganti con una massa superiore alle 10 masse solari (M⊙); queste stelle sono esplose in seguito come supernovae e la potente onda d'urto generatasi ha spazzato via quasi completamente il gas residuo dell'antica nube molecolare, investendo l'adiacente Nube di Rho Ophiuchi nell'arco dell'ultimo milione di anni, favorendo in questa regione l'intensa attività di formazione stellare che è possibile osservare ancora oggi. Questa stessa onda d'urto avrebbe investito anche la regione dove attualmente si osserva la Nube del Lupo, comprimendone i gas e innescando così la formazione stellare.

## Caratteristiche e struttura

La nube Lupus 1. Il legame fra la Nube del Lupo e l'associazione Scorpius-Centaurus è ben evidenziato dal fatto che alcune aree gassose ricevono direttamente la luce delle stelle dell'associazione.

La Nube del Lupo è composta da un sistema di filamenti nebulosi oscuri connessi a giovani stelle di pre-sequenza principale di piccola e media massa; grazie alla sua distanza media di appena 200 parsec (650 anni luce), è una delle regioni di formazione stellare più vicine conosciute, assieme alla Nube di Rho Ophiuchi, alla Nube della Corona Australe e alla Nube del Toro. Essa si compone di diverse sottostrutture, numerate da 1 a 9; Lupus 1, catalogato anche come B 228, è il filamento nebuloso più esteso e più settentrionale fra tutti, seguito da Lupus 2 e Lupus 3 nei pressi della stella η Lupi. Quest'ultimo filamento ricade parzialmente oltre il confine con lo Scorpione, mentre Lupus 4, visibile più a sud, sconfina parzialmente nel Regolo; Lupus 5 ricade per intero nello Scorpione assieme a Lupus 9, mentre Lupus 6, 7 e 8 sono, infine, i filamenti minori, che giacciono nel Regolo. Parte degli addensamenti gassosi sembrano ricevere direttamente la luce delle componenti dell'associazione Scorpius-Centaurus, diventando parzialmente visibili come deboli nebulose a riflessione; ciò è anche un indizio della reale connessione fra le nubi e l'associazione.
Benché la nube sia stata correttamente collocata all'interno di una precisa regione galattica, l'esatto valore della distanza delle sue componenti nebulose è ancora oggetto di dibattito; vari studi hanno infatti indicato per questo complesso nebuloso delle distanze comprese fra 100 e oltre 300 parsec, con un generale consenso su valori compresi fra 140 e 240 parsec. Anche considerando questi ultimi due valori estremi, l'escursione è tale da non consentire di determinare con certezza importanti parametri come la massa totale del sistema o la luminosità reale delle stelle di piccola massa a esso associate. La distanza media dei vari sottogruppi dell'associazione Scorpius-Centaurus è stata determinata attraverso le misurazioni della parallasse compiute dal satellite Hipparcos, che ha fornito i valori di 145 parsec per il sottogruppo "Scorpione superiore" e 140 parsec per il sottogruppo "Centauro superiore-Lupo", fra i quali la Nube del Lupo sembra essere posizionata. Tramite lo studio della parallasse di alcune delle stelle variabili più luminose situate nella nube sono stati derivati dei valori di distanza che vanno dai 108 parsec per la stella RY Lupi, fino ai 230 parsec per RU Lupi e i 241 parsec per HR 6000. Tramite lo studio della ricca popolazione di stelle T Tauri associata alla Nube si è tentato di determinare i valori di distanza delle singole sottostrutture che compongono il complesso nebuloso; secondo questi studi, la gran parte di esse si troverebbero a una distanza media di circa 150 parsec, mentre la nube Lupus 3 sarebbe leggermente più lontana, a circa 200 parsec, considerando anche la relativa profondità di questa popolazione lungo la linea di vista.
Il gas molecolare della Nube del Lupo si estende esclusivamente a nord del piano galattico, fino alla relativamente elevata latitudine galattica di +25°, similmente a quanto avviene per l'associazione Scorpius-Centaurus. Le varie sottostrutture contengono una discreta quantità di globuli più densi, la cui massa risulta compresa fra 2 e 46 M⊙; oltre la metà di questi tuttavia possiedono una massa inferiore alle 10 M⊙. Il loro raggio è invece compreso fra 0,11 e 0,30 parsec.

## Fenomeni di formazione stellare

HH 186-187, situato all'interno di Lupus 1.

I fenomeni di formazione stellare all'interno della Nube del Lupo riguardano la nascita di stelle di piccola e media massa; queste stelle in formazione, essendo immerse nei gas della nube, appaiono oscurate e sono pertanto visibili soltanto come sorgenti di radiazione infrarossa. Le sorgenti più luminose sono state identificate dall'IRAS; fra queste, quelle sicuramente appartenenti all'ambiente della Nube del Lupo sono 17, associate a diversi oggetti stellari giovani e stelle di pre-sequenza principale, come le variabili RU Lupi, IN Lupi ed EX Lupi. Gran parte di queste sorgenti si concentrano nelle prime tre sottostrutture, Lupus 1, 2 e 3.
Una delle sorgenti più studiate della regione è IRAS 15398–3359, associata alla nube Lupus 1 e legata a un getto molecolare dell'età dinamica di circa 2 000 anni e avente una massa di 0,0007 M⊙. L'oggetto centrale da cui si origina questo getto sarebbe una giovane protostella in accrescimento; a essa è anche associata una nebulosa più estesa, identificata come oggetto di Herbig-Haro e catalogata come HH 185, osservabile anche nel visibile. Una seconda sorgente ben nota e studiata all'interno di Lupus 3 è la debole IRAS 16054–3857, in quanto sembrerebbe coincidere con una protostella di bassa luminosità di classe 0, ossia nella primissima fase della sua formazione; il globulo legato a questa sorgente è associato all'oggetto HH 78 e avrebbe una massa compresa fra 5 e 10 M⊙.
Fra le nubi Lupus 1, Lupus 2 e Lupus 3 sono stati individuati in totale 7 oggetti HH, in gran parte associati a oggetti stellari giovani ben noti; fra questi spicca HH 55, che sebbene si trovi nei pressi della giovane stella RU Lupi, non è fisicamente legato a essa, ma viene generato da un oggetto di bassissima luminosità situato nelle sue vicinanze. In generale, se si esclude Lupus 3, riguardo a cui i dati parziali non consentono di avere un preciso quadro della situazione, il tasso di formazione stellare nei filamenti nebulosi della Nube del Lupo risulta piuttosto basso rispetto ad altre regioni nebulose analoghe; ciò potrebbe essere spiegato con l'azione disgregante dell'intensa radiazione ultravioletta proveniente dalle stelle massicce dell'associazione Scorpius-Centaurus, che non favorirebbe il collasso delle nubi ma al contrario tenderebbe a farle dissolvere nel mezzo interstellare.

## Componenti stellari
Le popolazioni stellari legate alla Nube del Lupo si mostrano assai eterogenee: sebbene infatti la nube ospiti una ricca popolazione di stelle T Tauri, la loro distribuzione e concentrazione è fortemente variabile, in funzione dell'attività di formazione stellare presente nelle varie componenti della regione.

### La popolazione di stelle T Tauri

La nube Lupus 3, in cui si riscontra la maggiore densità di stelle T Tauri nella Nube del Lupo. Le due stelle al centro della nebulosa illuminata sono HR 5999 e HR 6000.

La Nube del Lupo ospita una delle popolazioni di stelle T Tauri più estese e dense conosciute, a causa della tipologia dei fenomeni di formazione stellare, che qui generano esclusivamente stelle di piccola massa. La catalogazione delle stelle T Tauri si incentra soprattutto nelle prime quattro componenti della Nube, che risultano essere quelle in cui i fenomeni di formazione stellare sono più attivi; una ventina di stelle T Tauri classiche (CTTS) sono state individuate fra le nubi Lupus 1 e Lupus 2, mentre la popolazione più numerosa è quella della nube Lupus 3, in cui sono note 43 componenti, fra le quali spiccano EX Lupi, RY Lupi, HR 5999 e HR 6000. Una quindicina sono invece quelle conosciute nella nube Lupus 4, fra le quali vi è la variabile MY Lupi. Il censimento più esteso per questo tipo di stelle è stato compilato nel 1994 sulla base di censimenti precedenti.
Alle T Tauri classiche si aggiungono numerose T Tauri con righe deboli (WTTS), gran parte delle quali individuate attraverso il ROSAT All-Sky Survey; queste stelle, riconosciute come stelle pre-sequenza principale grazie alla presenza nei loro spettri del litio, non sembrano concentrarsi attorno alle nubi principali, ma, al contrario, sono disperse nell'intera regione. Questa insolita distribuzione apre alcuni interrogativi sulla reale appartenenza di queste stelle alla Nube del Lupo; qualora esse appartengano effettivamente alla Nube del Lupo, la loro attuale distribuzione può essere spiegata in due modi: secondo alcune ipotesi, le nubi che hanno originato queste stelle sono le stesse osservabili tuttora, la cui grande velocità le avrebbe poi portate nelle posizioni attuali; secondo un altro scenario, queste stelle si sarebbero invece originate da nubi ormai completamente dissolte. Entrambe le ipotesi possono essere valide se si ammette però che le WTTS abbiano un'età maggiore delle CTTS, che sono raggruppate invece nei pressi delle nubi osservate. Un altro scenario, considerato più attendibile date le dinamiche note all'interno di questo ambiente galattico, prevede che le WTTS si siano originate in nubi che sono state disgregate molto velocemente dall'azione combinata del vento stellare e della radiazione delle stelle più massicce dell'associazione Scorpius-Centaurus.

Il sottile filamento nebuloso di Lupus 2; la stella luminosa in basso è.

Un ulteriore problema è sollevato da altre ipotesi, anch'esse valide e possibili: secondo alcuni autori, infatti, le T Tauri che si osservano in questa direzione non costituirebbero un'unica popolazione, ma apparterrebbero a due popolazioni ben distinte, quelle originatesi effettivamente nella Nube del Lupo e quelle facenti parte del ciclo generazionale della Cintura di Gould. Data l'età della Cintura di Gould, che si aggira attorno ai 30-60 milioni di anni, ne consegue che le stelle di piccola massa originatesi all'epoca non abbiano ancora avuto il tempo di evolvere verso la fase di sequenza principale, presentandosi ancora come oggetti di pre-sequenza principale; l'evidenza di ciò sembra essere suffragata dall'osservazione di diverse T Tauri la cui origine, determinata dalla presenza del litio, è da ricercarsi nella formazione della Cintura di Gould. Le WTTS visibili in direzione dei banchi nebulosi della Nube del Lupo mostrano in effetti un'età minore rispetto alle altre, attorno ai 7 milioni di anni, anche se però risulterebbero essere meno giovani delle CTTS visibili nella stessa regione, e anche la massa media sembra essere differente fra le due popolazioni; ciò rende ancora meno chiara la reale appartenenza delle WTTS alla Nube del Lupo.
Lo studio della popolazione di WTTS della Nube del Lupo ha permesso di elaborare o di rafforzare alcune delle teorie esistenti sull'origine e sulla natura di questa classe di oggetti; la ricerca dell'eccesso di radiazione infrarossa in queste popolazioni stellari ha fornito un'evidenza ulteriore che confermerebbe la teoria secondo cui le stelle T Tauri con linee deboli siano stelle di pre-sequenza principale il cui disco circumstellare si è ormai dissolto, a differenza delle T Tauri classiche.
La nube Lupus 3, in particolare, è stata oggetto di studi a varie lunghezze d'onda, compresi i raggi X; essa presenta l'addensamento stellare più ricco della regione, in cui sono presenti oltre la metà delle CTTS conosciute in tutta la Nube del Lupo. Gran parte di queste sono concentrate entro uno spazio di un solo anno luce attorno alla stella HR 5999, in cui la densità stellare ammonta a circa 500 stelle per parsec cubico, un valore molto più simile a quello riscontrabile nelle regioni di formazione stellare contenenti stelle di grande massa, come il Trapezio, piuttosto che a quello noto nelle regioni di formazione stellare di piccola massa più vicine al sistema solare, come la Nube del Toro; questa caratteristica ha reso la nube Lupus 3 ideale per la ricerca di componenti di massa molto piccola, prime fra tutte le nane brune.
La differenza di età riscontrata fra le popolazioni stellari appartenenti alla nube Lupus 1, più vecchie, e quella delle altre nubi, più giovani, sembra confermare che l'ondata di formazione stellare nella regione della Nube del Lupo sia stata provocata dall'espansione della bolla di vento stellare generata dalle stelle massicce localizzate nell'associazione Scorpius OB1 (Scorpione superiore, US). Come altre regioni di formazione stellare in cui si originano stelle di piccola massa, anche qui sono presenti diverse stelle binarie, e in alcuni casi anche sistemi tripli.

### Componenti individuali di discreta importanza

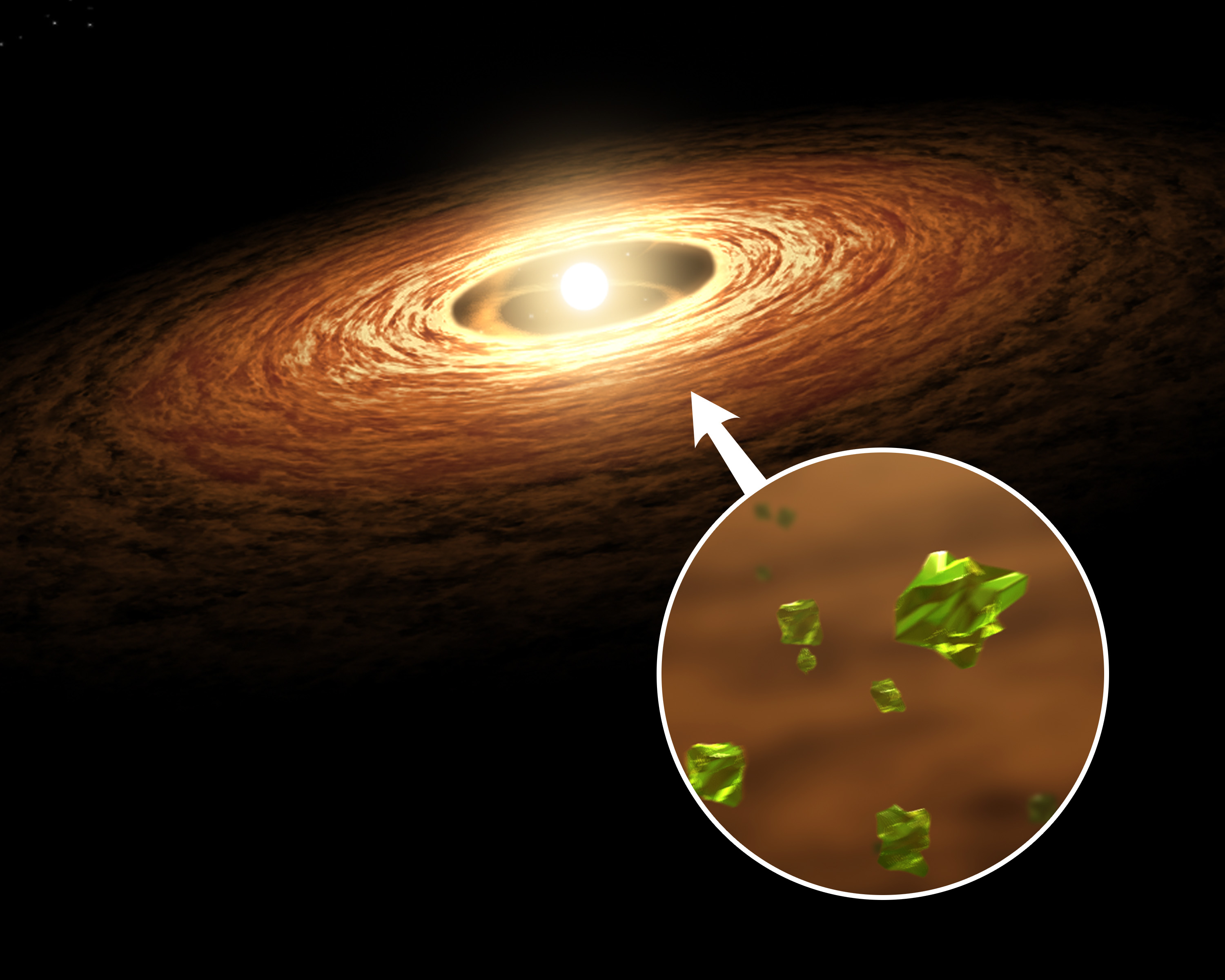
Rappresentazione artistica di EX Lupi, prototipo di una particolare classe di stelle variabili.

La Nube del Lupo ospita alcune delle stelle variabili meglio conosciute e studiate del cielo; alcune di queste fungono anche da prototipi per descrivere un'intera classe di stelle variabili.
Fra queste, la più conosciuta è EX Lupi, il prototipo della classe delle variabili EX Lupi, un particolare sottogruppo delle stelle T Tauri soggette a improvvisi e repentini aumenti di luminosità a intervalli irregolari. Questo genere di stelle è circondato da un disco di accrescimento, da cui la stella riceve materia; quando il tasso di accrescimento della stella muta improvvisamente, avviene il bagliore osservabile. Si ritiene che questo stato sia una fase intermedia fra quella delle variabili FU Orionis e quella in cui la stella esce dalla fase protostellare.
GQ Lupi è, al contrario, una stella T Tauri classica, la cui importanza è data dalla presenza in orbita di una compagna fisica di massa substellare, probabilmente una nana bruna; la massa di questa compagna potrebbe aggirarsi secondo alcuni studi attorno alle 10-20 masse gioviane (MJ), mentre secondo altri studi la sua massa potrebbe essere maggiore, o comunque compresa fra le 10 e le 40 MJ.
RU Lupi è la componente più luminosa della popolazione associata alla nube Lupus 2, nonché una delle stelle T Tauri meglio conosciute e studiate; essa possiede un disco circumstellare particolarmente massiccio, con una massa che potrebbe superare le 20 MJ, che equivale al 2,8% della massa della stella stessa. In ciò risulta essere seconda solo alla stella IM Lupi, che possiede il disco circumstellare più massiccio conosciuto nella Nube del Lupo. RU Lupi possiede una compagna che potrebbe essere una nana bruna; è stato determinato che quest'oggetto dovrebbe avere una massa non inferiore alle 27 MJ e un periodo di rivoluzione di circa 3,71 giorni.
HR 5999 e HR 6000 (HD 144667 e HD 144668), a differenza delle precedenti, sono due stelle Ae/Be di Herbig, ossia stelle di grande massa nella fase di pre-sequenza principale; sebbene costituiscano un'eccezione nel panorama costituito dalle popolazioni stellari della Nube del Lupo, non si tratta di estranee a tutti gli effetti, in quanto alcune isolate stelle di grande massa sono note anche in altri siti di formazione stellare di stelle di piccola massa. HR 5999, associata a una piccola nebulosa a riflessione, è stata la prima stella di questa classe in cui sono state identificate oscillazioni multiperiodiche, incluse pulsazioni non radiali; si tratta di una stella binaria che possiede un debole campo magnetico, e possiede la sigla di stella variabile V1027 Scorpii. HR 6000 si presenta invece come una stella in una fase di formazione leggermente più avanzata della precedente; essa possiede una composizione chimica insolita, caratterizzata da una bassissima presenza di litio. Possiede una compagna appartenente alla classe delle T Tauri su un'orbita molto ravvicinata ed è catalogata anche con la sigla V856 Scorpii. Entrambe le stelle sono responsabili dell'illuminazione di una parte della nube, che diventa visibile come nebulosa a riflessione.
Fra le altre componenti peculiari vi è Par-Lup3-4, un oggetto molto debole di piccola massa che sembra possedere un'età di circa 50 milioni di anni, ben superiore a quella degli altri oggetti situati nella Nube del Lupo, e Th 28, una sorgente bluastra associata all'oggetto HH 228. Entrambe si trovano nella nube Lupus 3.

### Testi generali
- (EN) Stephen James O'Meara, Deep Sky Companions: Hidden Treasures, Cambridge University Press, 2007, ISBN 0-521-83704-9.
- (EN) Robert Burnham, Jr, Burnham's Celestial Handbook: Volume Two, New York, Dover Publications, Inc., 1978.
- (EN) Thomas T. Arny, Explorations:  An Introduction to Astronomy, 3 updatedª ed., Boston, McGraw-Hill, 2007, ISBN 0-07-321369-1.
- AA.VV, L'Universo - Grande enciclopedia dell'astronomia, Novara, De Agostini, 2002.
- J. Gribbin, Enciclopedia di astronomia e cosmologia, Milano, Garzanti, 2005, ISBN 88-11-50517-8.
- W. Owen, et al, Atlante illustrato dell'Universo, Milano, Il Viaggiatore, 2006, ISBN 88-365-3679-4.

### Testi specifici

#### Sull'evoluzione stellare
- (EN) C. J. Lada, N. D. Kylafits, The Origin of Stars and Planetary Systems, Kluwer Academic Publishers, 1999, ISBN 0-7923-5909-7.
- A. De Blasi, Le stelle: nascita, evoluzione e morte, Bologna, CLUEB, 2002, ISBN 88-491-1832-5.
- C. Abbondi, Universo in evoluzione dalla nascita alla morte delle stelle, Sandit, 2007, ISBN 88-89150-32-7.

#### Sulla Nube del Lupo
- Comerón, F., The Lupus Clouds, in Handbook of Star Forming Regions, Volume II: The Southern Sky ASP Monograph Publications, vol. 5, dicembre 2008,  p. 295.

### Carte celesti
- Toshimi Taki, Taki's 8.5 Magnitude Star Atlas, su geocities.jp, 2005. URL consultato il 7 novembre 2010 (archiviato dall'url originale il 5 novembre 2018). - Atlante celeste liberamente scaricabile in formato PDF.
- Tirion, Rappaport, Lovi, Uranometria 2000.0 - Volume II - The Southern Hemisphere to +6°, Richmond, Virginia, USA, Willmann-Bell, inc., 1987, ISBN 0-943396-15-8.
- Tirion, Sinnott, Sky Atlas 2000.0, 2ª ed., Cambridge, USA, Cambridge University Press, 1998, ISBN 0-933346-90-5.
- Tirion, The Cambridge Star Atlas 2000.0, 3ª ed., Cambridge, USA, Cambridge University Press, 2001, ISBN 0-521-80084-6.